# Nine Queens
Die Neun Königinnen (TV-Titel), Nine Queens (DVD-Titel) oder auch Nueve reinas (Originaltitel) ist eine argentinische Komödie über zwei Betrüger, die vor allem im Heimatland große Beachtung erhielt. Der Film gehört zum Genre der Heist-Movies.

## Handlung
Der Film beginnt am Morgen mit dem Betrüger Juan, der in einem Tankstellenmarkt einen uralten Trick abziehen will, aber erwischt wird. Marcos, ebenfalls ein Betrüger, allerdings kein Anfänger wie Juan, gibt sich als Polizist aus und rettet Juan somit vor dem Gefängnis. Marcos bietet Juan an, ihm für einen Tag lang ein wenig zu helfen und ihm neue Tricks zu zeigen. Juan erzählt Marcos, dass er für seinen Vater schnell 70.000 Pesos oder Dollars (die zu dieser Zeit gleich viel wert waren, siehe Argentinischer Peso) braucht und ihm noch 20.000 fehlen.
Nach ein paar kleineren Gaunereien, für Juan weit erfolgreicher als normal, wird Marcos von seiner Schwester Valeria angerufen. Sie ruft ihn in das Hotel, in dem sie arbeitet, denn einer von Marcos ehemaligen „Kollegen“ hatte einen Nervenzusammenbruch und braucht Hilfe. Marcos hatte seine Schwester und seinen jüngeren Bruder Federico vor einigen Jahren um die Erbschaft von den italienischen Großeltern betrogen, weshalb Valeria sehr wütend auf ihn ist.
Von Marcos krankem Kollegen Sandler erfahren Juan und Marcos, dass im Hotel bis zum nächsten Tag ein reicher Spanier logiert, der ein Briefmarkensammler ist. Sandler hatte vor, ihm eine Fälschung eines wertvollen Briefmarkensatzes zu verkaufen, der sich im Besitz seiner Schwester befindet, wurde jedoch durch den Zusammenbruch verhindert. Daher beauftragt er Marcos, das Geschäft zu realisieren, und gibt sich letztendlich mit einem kleinen Teil des Geldes zufrieden. Es gelingt Juan und Marcos tatsächlich, das Interesse des Spaniers zu wecken; dieser verspricht ihnen 450.000 Dollar für die Fälschungen – weit mehr, als die Betrüger erhofften.
Auf dem Rückweg wird der Koffer mit den gefälschten Briefmarken jedoch von zwei Dieben gestohlen. Die Betrüger beschließen, das Beste aus dem Fall zu machen und die echten Briefmarken zu erwerben, die weiterhin die Schwester von Sandler besitzt. Sie kaufen die Marken schließlich für 250.000 Dollar, wofür beide ihre Ersparnisse zusammenlegen, Marcos 200.000 und Juan 50.000. Nachdem sie erneut im Hotel auf den Spanier treffen, stellt dieser für den Kauf der Marken eine Zusatzbedingung: Marcos’ Schwester soll mit ihm die Nacht verbringen. Sie willigt ein, unter der Bedingung, dass er dem jüngeren Bruder gesteht, ihn um sein Erbe betrogen zu haben.
Am nächsten Morgen bringt Valeria Juan und Marcos das Geld in Form eines zertifizierten Schecks. Als sie den Scheck einlösen wollen, ist die Bank, von der der Scheck zertifiziert wurde, jedoch kurz vorher in Konkurs gegangen, so dass dieser wertlos geworden ist. Juan lässt den wütenden Marcos allein zurück und fährt mit der U-Bahn in ein Industriegebiet. Dort stellt sich heraus, dass das „Geschäft“ mit den Briefmarken ein Komplott gegen Marcos war, Juan und Valeria bereits seit einem Jahr ein Paar sind, ihnen der bevorstehende Konkurs der Bank vorher bekannt war und nahezu alle Beteiligten – darunter Sandler, der „Spanier“ und die Besitzerin der Briefmarken – Komplizen waren, um Marcos um die von ihm für den Kauf der Briefmarken aufgebrachten 200.000 Dollar zu betrügen.

## Hintergrund
2004 machten Produzent Steven Soderbergh und Regisseur Gregory Jacobs ein Remake unter dem Titel Criminal mit Richard Gaddis, Diego Luna und Maggie Gyllenhaal in den Hauptrollen, das allerdings floppte.

## Auszeichnungen
- Nueve Reinas gewann sieben Preise von der Vereinigung argentinischer Filmkritiker.
- Bester Film: Cognac Festival du Film Policier